# Diego Perren
Diego Perren (* 10. Januar 1965 in Zermatt) ist ein Schweizer Curler und Olympiasieger. 

## Karriere
Sein internationales Debüt hatte Perren bei der Juniorenweltmeisterschaft 1983 in Medicine Hat, er blieb aber ohne Medaille. 1996 gewann er bei der Weltmeisterschaft 1996 in Hamilton mit Bronzemedaille sein erstes Edelmetall. 
Perren spielte als Lead für die Schweiz bei den Olympischen Winterspielen 1998 in Nagano. Die Mannschaft wurde Olympiasieger nach einem 9:3-Sieg im Final gegen Kanada um Skip Mike Harris.

## Erfolge
- 1996, 1999: 2. Platz Weltmeisterschaft
- 1998: Olympiasieger 1998